# Misshandlingen - L'aggressione
Misshandlingen - L'aggressione (Misshandlingen) è un film del 1969 sceneggiato e diretto da Lars Lennart Forsberg.

## Trama
Il protagonista è un attivista socialista che, a seguito di un'aggressione ai danni di uno sconosciuto, si sottopone a delle cure psichiatriche. La visione del professionista, che cerca di ricondurre il disagio del paziente alla sua infanzia, è contrastata da quella di Knut, che riporta il tutto a uno scontro di classe.

## Riconoscimenti
Guldbagge - 1970
Miglior regista a Lars Lennart Forsberg